# Лудвиг Фрайхер фон Леонрод
Лудвиг Фрайхер фон Леонрод (на немски: Ludwig Freiherr von Leonrod) е германски майор от Вермахта, участвал в опита за убийство на фюрера Адолф Хитлер от 20 юли 1944 г.

## Биография
Леонрод е роден в Мюнхен и се присъединява към Райхсвер на 1 април 1926 г. в кавалерийски полк 17 в Бамберг, където е и Клаус фон Щауфенберг. През Втората световна война, Леонрод е тежко ранен в края на 1941 г. и неспособен да се бие на фронта.
През декември 1943 г. Щауфенберг информира Леонрод за плановете за държавен преврат. Той трябва да стане служител за връзка във военния район VII (Мюнхен). След провала на заговора, Леонрод е арестуван от Гестапо на 21 юли 1944 г., осъден на смърт от Народна съдебна палата на 21 август и екзекутиран на 26 август в затвора Пльоцензе.
Леонрод е женен за Моника фон Твикел от 1943 г.